# Henry J
La Henry J è un'autovettura prodotta dalla Kaiser-Frazer dal 1950 al 1954.

## Storia

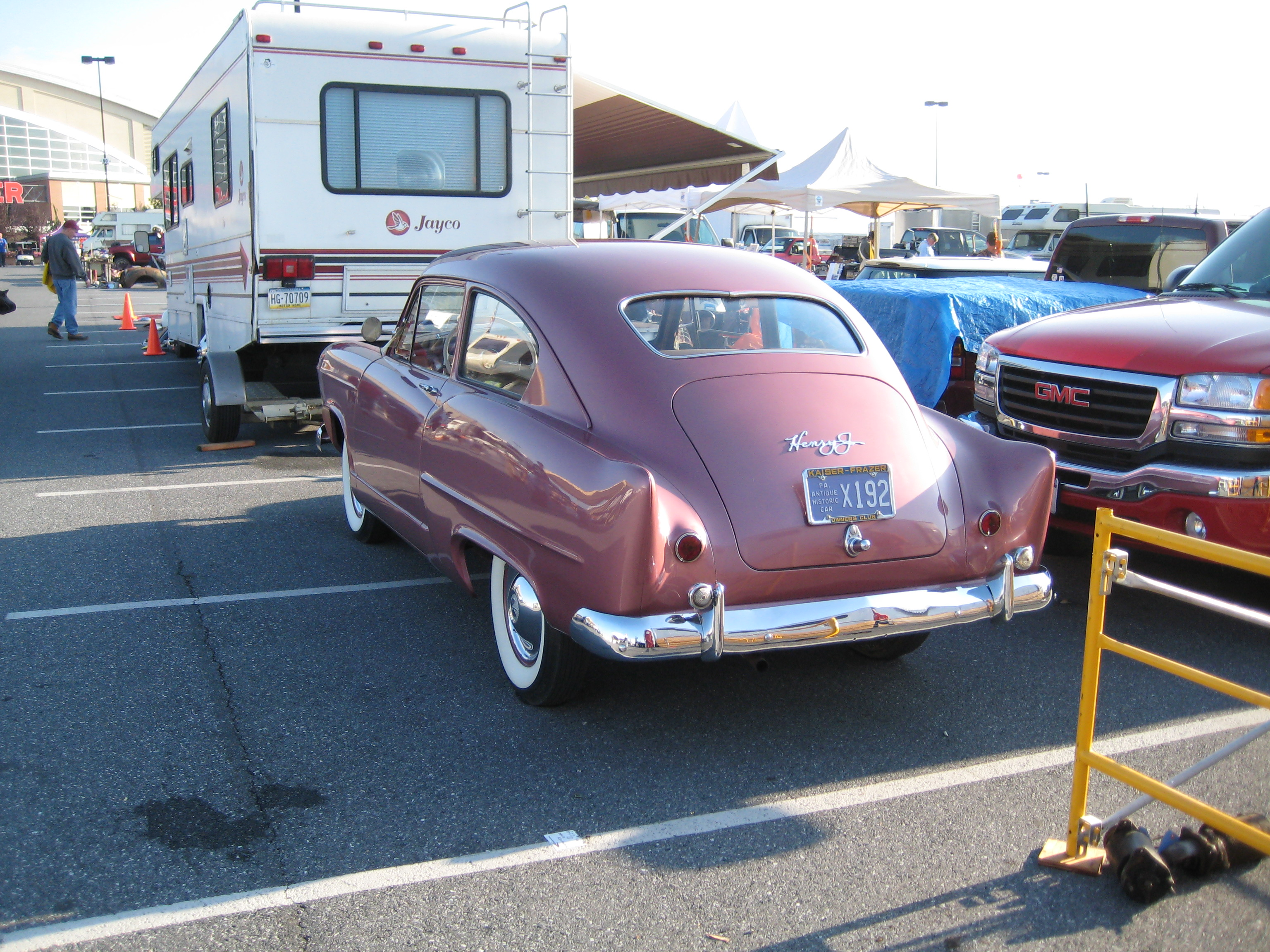
Vista posteriore di una Henry J del 1951

La Henry J nacque da un'idea di Henry J. Kaiser, fondatore dell'omonima casa automobilistica. Il modello fu lanciato per conquistare fette del mercato delle auto economiche: era quindi in diretta concorrenza con la Ford Model T. L'obiettivo fu quello di produrre una vettura che sarebbe stata messa sul mercato a circa 1.300 dollari. Le dimensioni sarebbero state contenute, ma sarebbe stata in grado di trasportare fino a cinque passeggeri. Fu in vendita dal 30 settembre 1950.
Per contenere i costi di assemblaggio, la Henry J fu realizzata partendo da un limitato numero di componenti. Sempre con lo stesso obiettivo, fu deciso di offrirla in un solo tipo di carrozzeria, berlina due porte. Era inoltre dotata di un equipaggiamento relativamente povero. Il primo motore offerto fu un quattro cilindri in linea da 2,2 L di cilindrata che erogava 68 CV di potenza. In seguito fu aggiunto un sei cilindri in linea da 2,6 L e 80 CV. I due motori erano forniti dalla Willys-Overland. I modelli che montavano il quattro cilindri in linea vennero denominati Four, mentre quelli che erano dotati del propulsore a sei cilindri in linea furono chiamati Six.
La Henry J non ebbe molto successo sui mercati. Ad esempio, la Chevrolet 150 era in vendita a pochi dollari in più a fronte di un equipaggiamento decisamente più ricco, e la stessa situazione si registrò anche con altri modelli prodotti dalla concorrenza, cioè da Nash, Rambler, Chevrolet, Ford e Plymouth. La Henry J, negli anni in cui fu in produzione, fu aggiornata in diverse occasioni, ma senza successo: le vendite rimasero infatti deludenti. Il modello fu anche prodotto su licenza in Giappone dal 1951 al 1954 in uno stabilimento Mitsubishi. A causa delle basse vendite la nuova proprietà, la Willys-Overland, decise di far uscire di produzione il modello alla fine del model year 1953. Gli ultimi esemplari furono completati nel 1954.

## Esemplari prodotti
| Modello/i | Anni      | Motore                    | Cilindrata | Potenza       | Esemplari |
| --------- | --------- | ------------------------- | ---------- | ------------- | --------- |
| Four      | 1951-1954 | Quattro cilindri in linea | 2.199 cm³  | 68 CV (50 kW) | 59.658    |
| Six       | 1951-1954 | Sei cilindri in linea     | 2.639 cm³  | 80 CV (59 kW) | 65.169    |